# Haile
Haile – wieś w Anglii, w Kumbrii, w dystrykcie (unitary authority) Cumberland. Leży 60 km na południowy zachód od miasta Carlisle i 399 km na północny zachód od Londynu.